# قنصور جارمولنكوي
قنصور جارمولنكوي (الاسم العلمي:Colutea jarmolenkoi) هو نوع من النباتات يتبع جنس القنصور من الفصيلة البقولية.